# Israele ai Giochi della XVII Olimpiade
Israele partecipò ai Giochi della XVII Olimpiade che si sono svolti a Roma dal 25 agosto all'11 settembre 1960, con una delegazione di 23 atleti impegnati in sette discipline per un totale di 28 competizioni. Portabandiera alla cerimonia di apertura fu il ventunenne Gideon Ariel, che gareggiò nel getto del peso.
Fu la terza partecipazione di questo paese ai Giochi. Non furono conquistate medaglie.